# Лебиасиновые
Лебиасиновые (лат. Lebiasinidae) — семейство пресноводных рыб из отряда харацинообразных. Рыбы живут, кроме Чили, Перу, Аргентины и Уругвая, во всей Южной Америке, а также в Центральной Америке в Панаме и Коста-Рике. Маленькие виды из подсемейства Pyrrhulininae являются особенно популярными аквариумными рыбками.

## Описание
Тело рыб стройное, немного сжатое с боков. Его длина составляет от 1,6 до 16 см. Голова чаще острая, рот маленький и направлен вверх. Может присутствовать жировой плавник, но может также и отсутствовать. Чешуя циклоидная и крупная. У анального плавника от 8 до 14 лучей. Спинной плавник расположен чаще поверх брюшных плавников перед анальным плавником, у трибы Pyrrhulinini он может быть также за ним. Хвостовой плавник короткий и гомоцеркальный, у трибы Pyrrhulinini верхняя часть больше. Орган боковой линии редуцирован на несколько чешуй, может также полностью отсутствовать. Несколько видов имеют половой диморфизм, плавники самцов удлиненны.

## Образ жизни
Лебиасиновые живут, прежде всего, в тенистых, сильно заросших, стоячих водоёмах. Это не стайные рыбы, они живут в свободных группах.

## Классификация
Семейство насчитывает два подсемейства, две трибы, 7 родов и 77 видов:

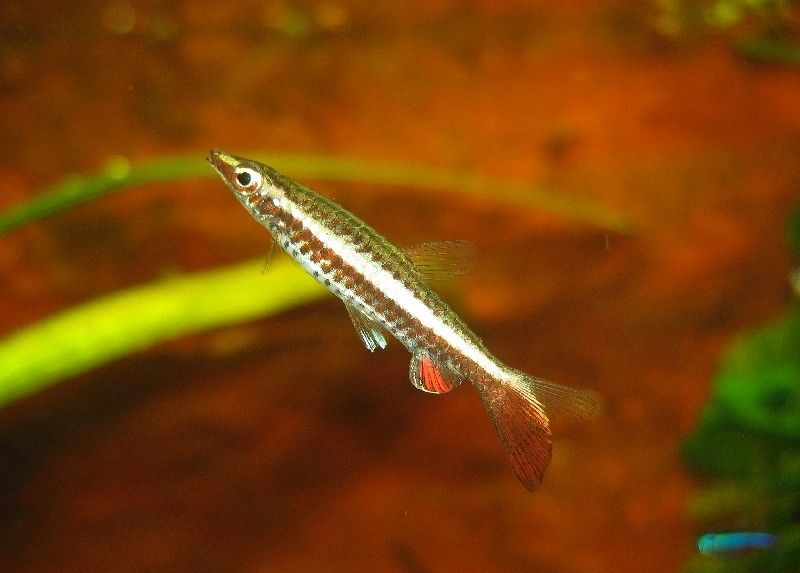
Nannostomus eques

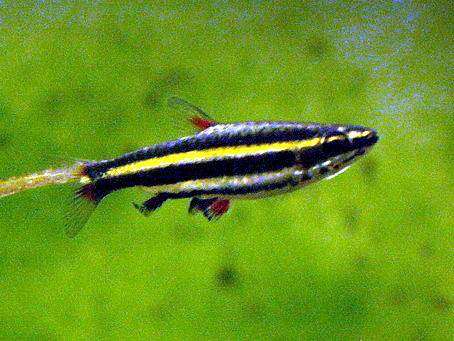
Nannostomus marginatus

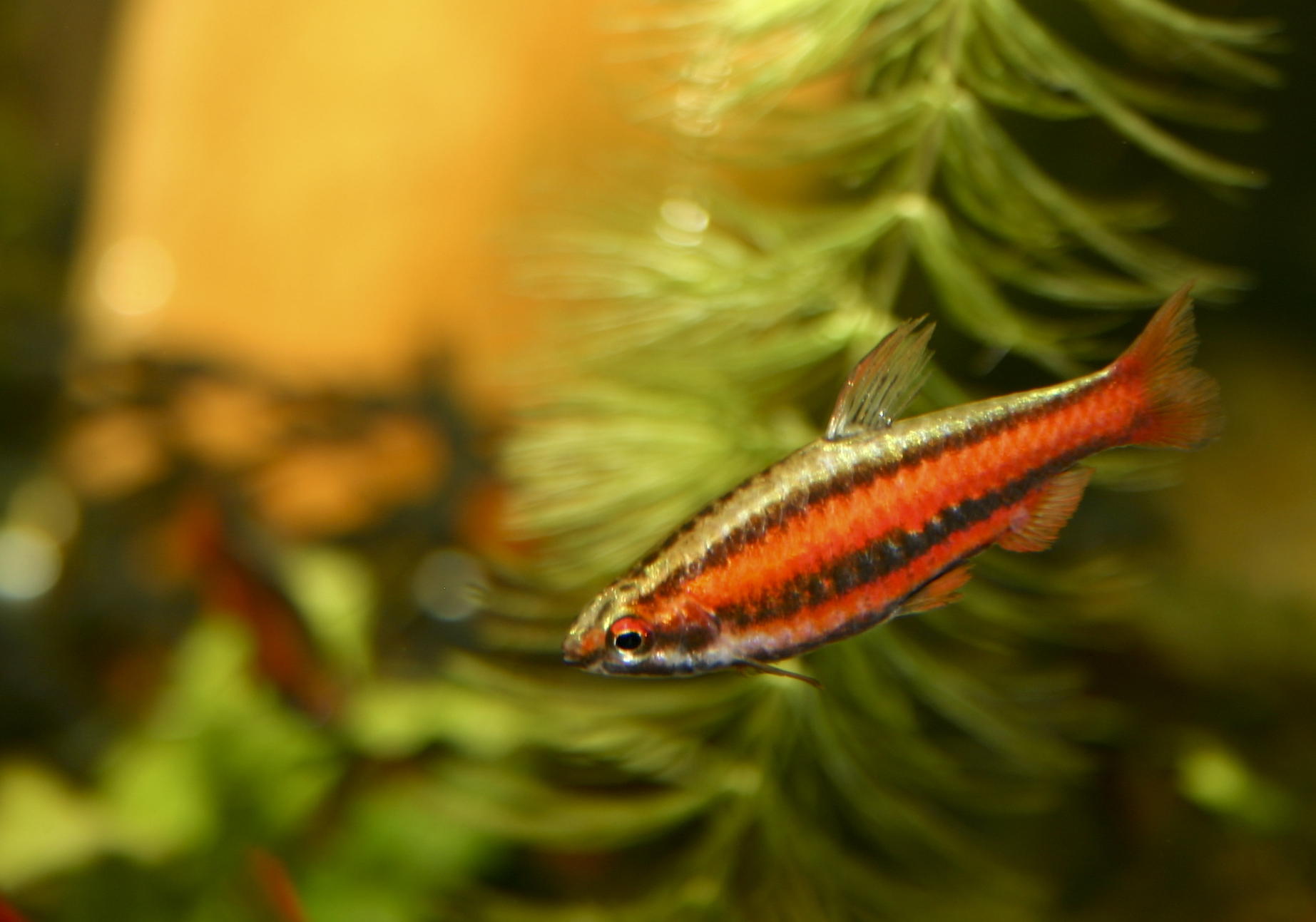
Nannostomus mortenthaleri

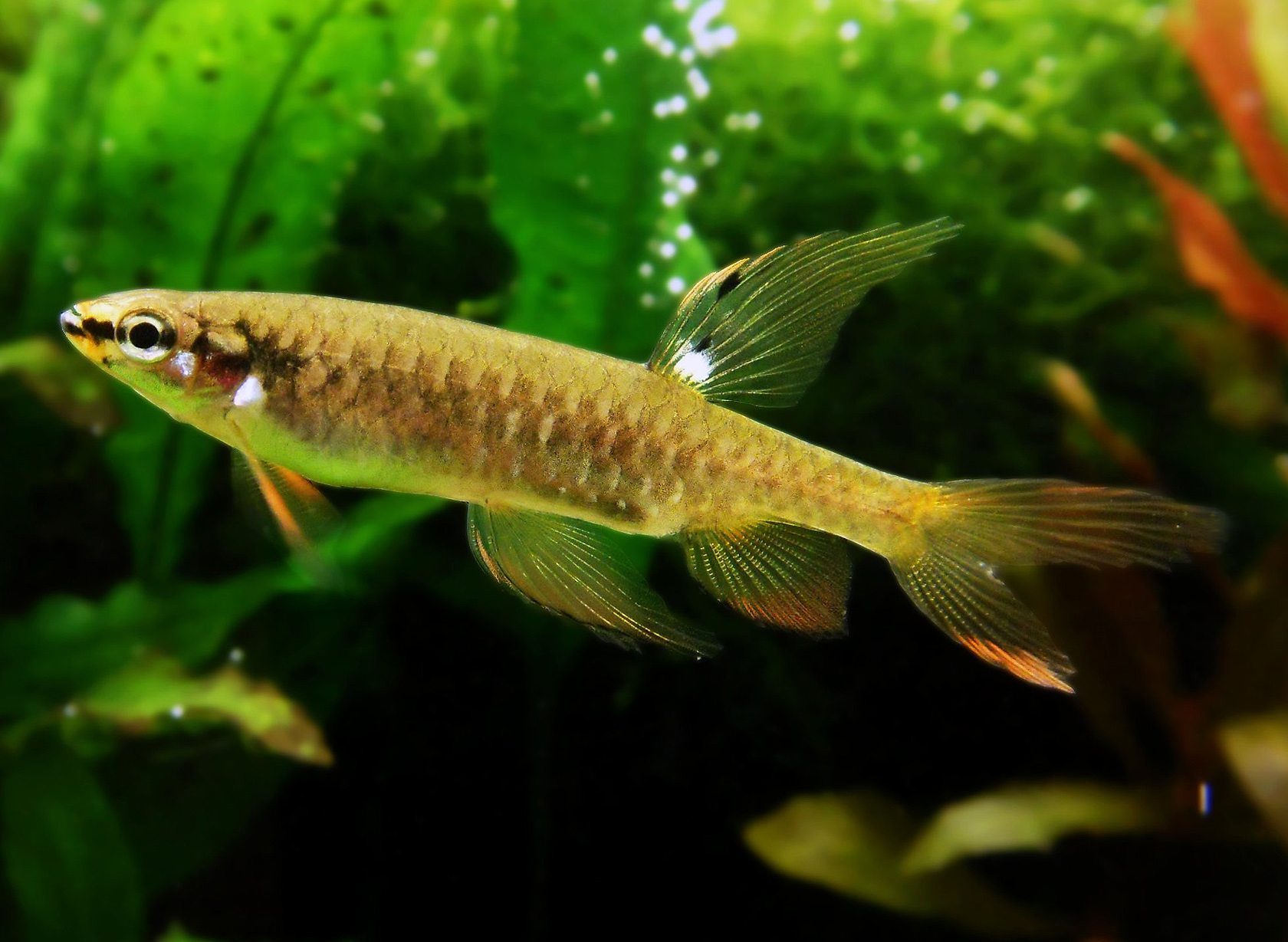
Copella arnoldi

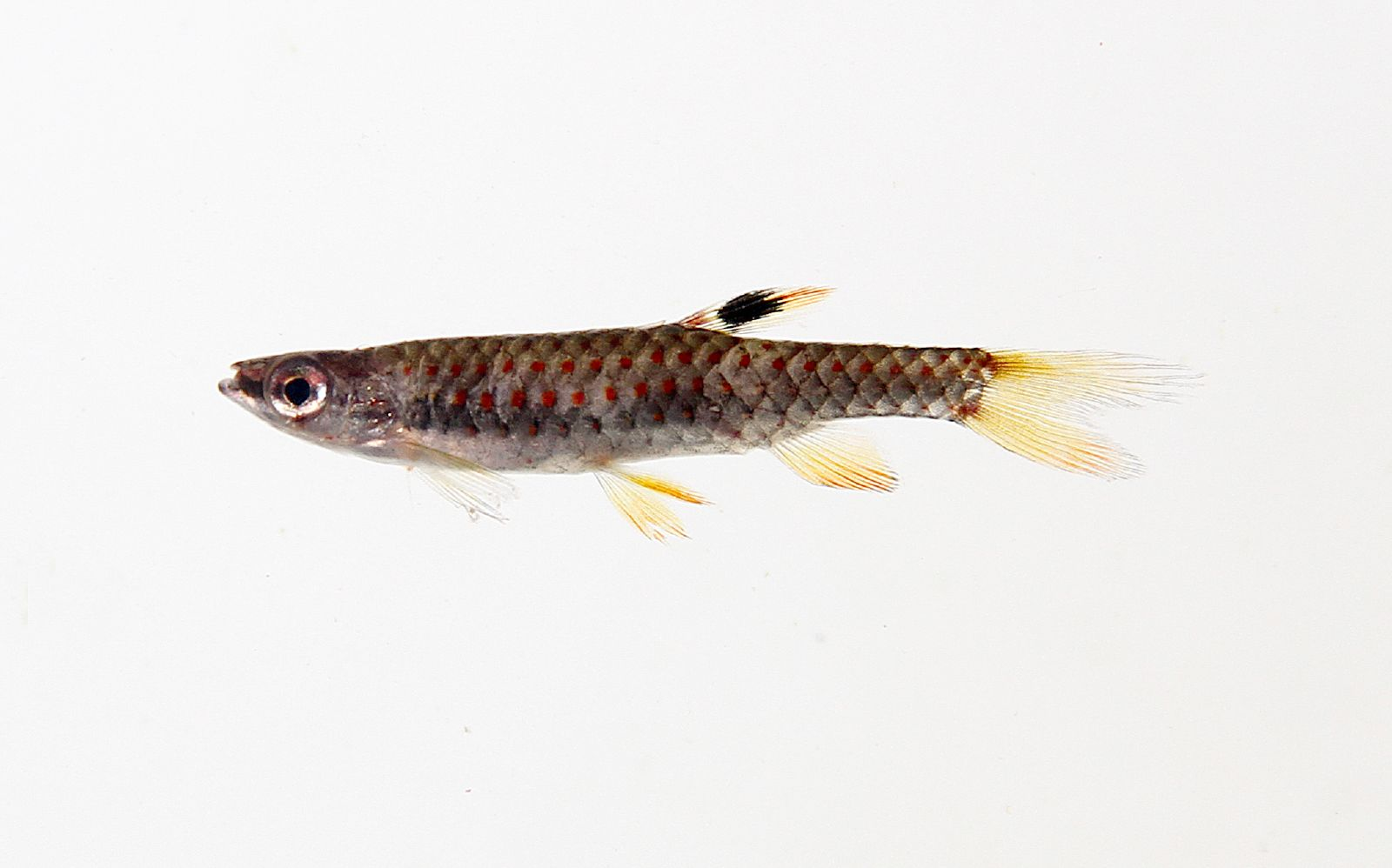
Copella sp.

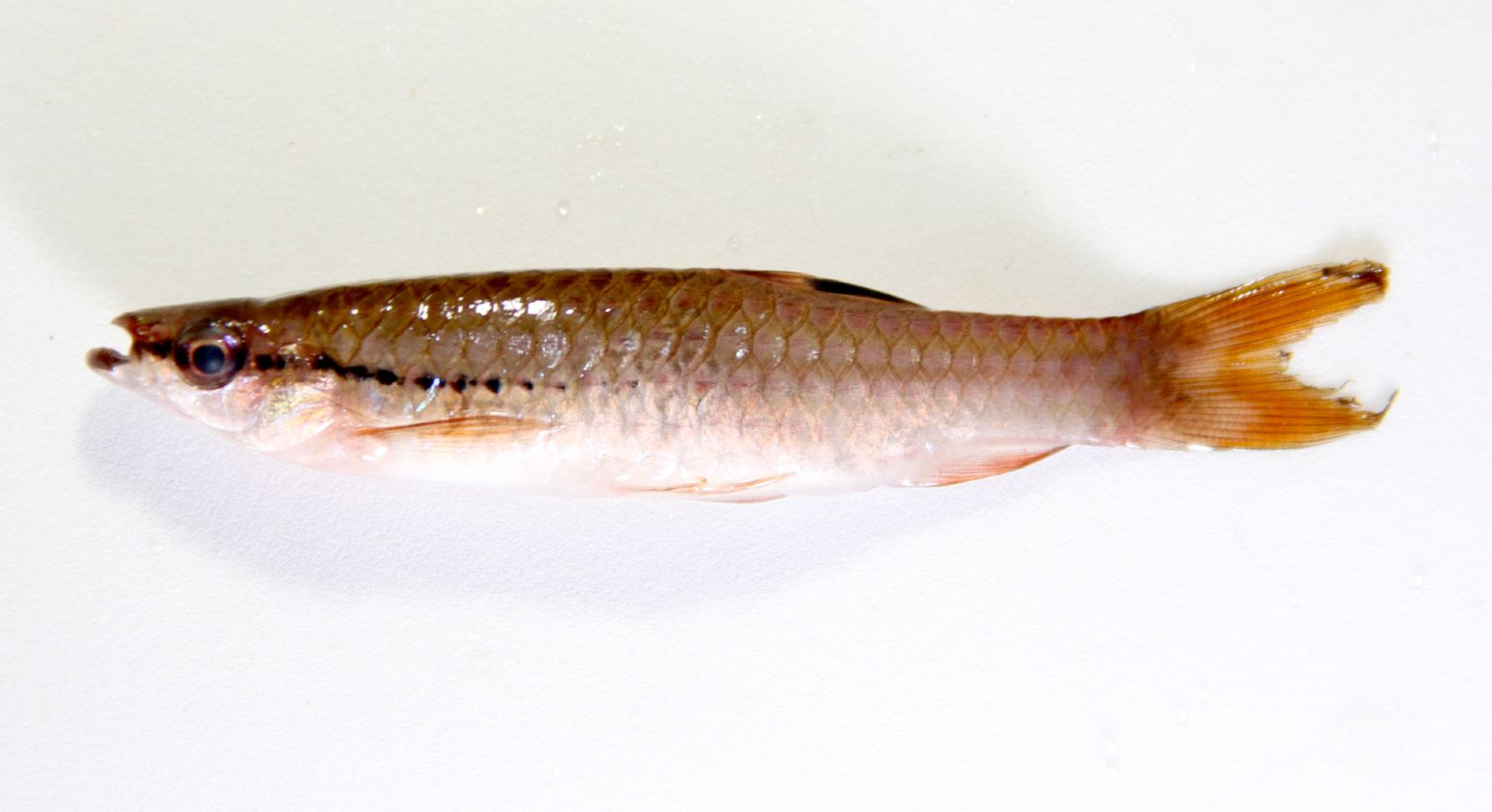
Pyrrhulina sp.

### Подсемейство Pyrrhulininae
Три луча жаберной перепонки, верхнечелюстная кость короткая.
- Триба Nannostomini
  - Род Nannostomus
    - Nannostomus anduzei
    - Нанностомус Бекфорда (Nannostomus beckfordi)[1]
    - Двухполосый нанностом (Nannostomus bifasciatus)
    - Nannostomus britskii
    - Nannostomus digrammus
    - Nannostomus eques
    - Nannostomus espei
    - Nannostomus grandis
    - Нанностомус Харрисона (Nannostomus harrisoni)
    - Nannostomus limatus
    - Карликовый нанностомус (Nannostomus marginatus)
    - Nannostomus marilynae
    - Nannostomus minimus
    - Nannostomus mortenthaleri
    - Nannostomus nitidus
    - Трёхполосый нанностом (Nannostomus trifasciatus)
    - Однополосый нанностом (Nannostomus unifasciatus)
- Триба Pyrrhulinini
  - Род Copeina
    - Форелевая копейна (Copeina guttata)
    - Copeina osgoodi

  - Род Copella
    - Копелла Арнольда (Copella arnoldi)[2]
    - Copella carsevennensis
    - Copella compta
    - Copella eigenmanni
    - Copella metae
    - Копелла Наттерера (Copella nattereri)
    - Copella nigrofasciata
    - Copella vilmae

  - Род Pyrrhulina
    - Pyrrhulina australe
    - Pyrrhulina beni
    - Пятнисточешуйная пиррулина (Pyrrhulina brevis)
    - Pyrrhulina eleanorae
    - Pyrrhulina elongata
    - Pyrrhulina filamentosa
    - Pyrrhulina laeta
    - Pyrrhulina lugubris
    - Pyrrhulina macrolepis
    - Pyrrhulina maxima
    - Pyrrhulina melanostoma
    - Pyrrhulina obermulleri
    - Паранская пиррулина (Pyrrhulina rachoviana)
    - Pyrrhulina semifasciata
    - Pyrrhulina spilota
    - Pyrrhulina stoli
    - Полосатоголовая пиррулина (Pyrrhulina vittata)
    - Pyrrhulina zigzag

### Подсемейство Lebiasininae
Четыре луча жаберной перепонки, верхнечелюстная кость относительно длинная.
- РодDerhamia
  - Derhamia hoffmannorum
- Род Lebiasina
  - Двухточечная лебиасина (Lebiasina bimaculata)
  - Lebiasina chucuriensis
  - Lebiasina floridablancaensis

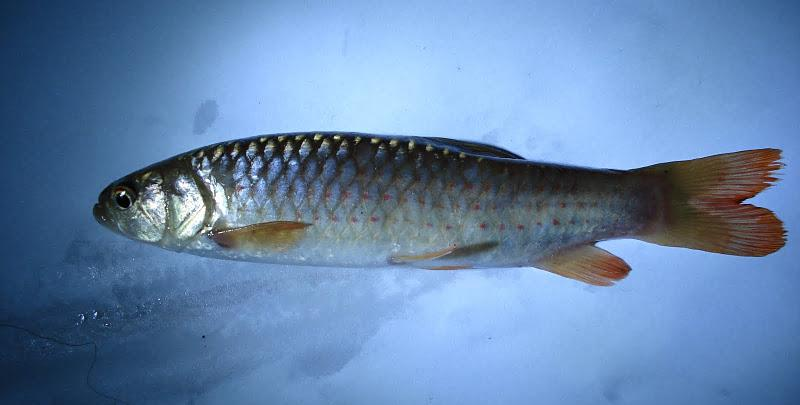
Piabucina boruca

  - Lebiasina intermedia
  - Lebiasina marilynae
  - Lebiasina melanoguttata
  - Lebiasina minuta
  - Lebiasina multimaculata
  - Lebiasina narinensis
  - Lebiasina provenzanoi
  - Lebiasina uruyensis
  - Lebiasina yuruaniensis
- Род Piabucina

- - Piabucina astrigata
  - Piabucina aureoguttata
  - Piabucina boruca
  - Piabucina elongata
  - Piabucina erythrinoides
  - Piabucina festae
  - Piabucina panamensis
  - Пиабуцина (Piabucina pleurotaenia)
  - Piabucina unitaeniata